# Kennedypark

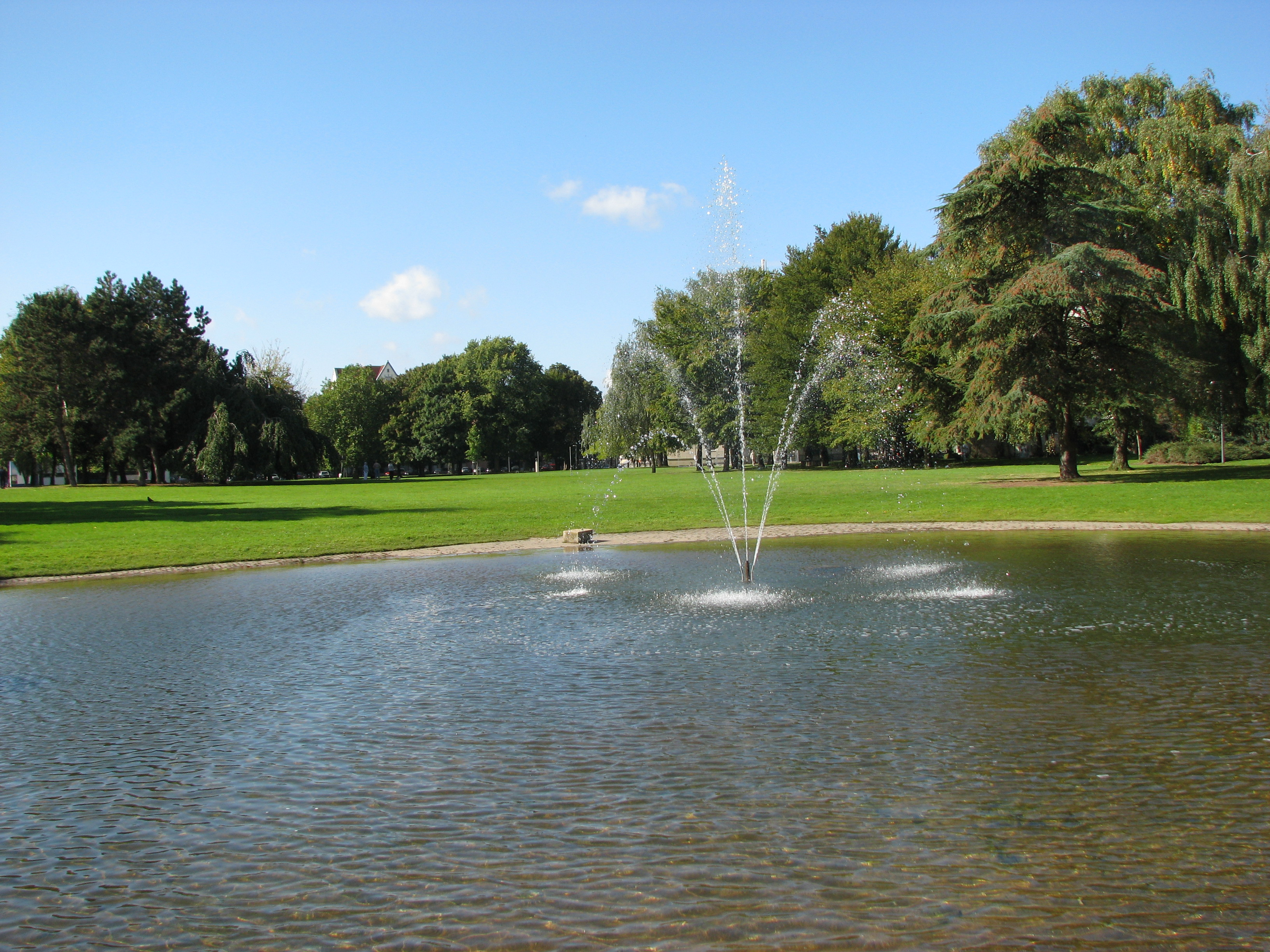
Parkanlage mit Fontäne

Der Kennedypark ist eine gut 52.000 m² große Grünanlage im Aachener Ostviertel. Er wurde in den 1960er Jahren auf einem ehemaligen Militärgelände angelegt und nach dem ermordeten US-Präsidenten John F. Kennedy benannt.

## Gelbe Kaserne
1882 wurde von der damaligen preußischen Regierung außerhalb des Aachener Stadtkerns die „Gelbe Kaserne“ errichtet und in Betrieb genommen. Der Name bezog sich auf die gelbe Klinkerfassade der imposanten, im wilhelminischen Barockstil erbauten Kaserne. Nach dem Ersten Weltkrieg zogen französische, später belgische Besatzungstruppen dort ein und blieben bis 1929. Ab 1936 nutzte die deutsche Wehrmacht das Gelände.
Den Zweiten Weltkrieg hatte die Kaserne relativ unbeschadet überstanden. So konnten die Gebäude in den ersten Nachkriegsjahren als Notunterkünfte genutzt werden. Bei den notwendigen Renovierungsarbeiten zwischen 1946 und 1950 halfen unter anderem auch Handwerker aus Halifax in West Yorkshire/England, was zunächst zur Freundschaft zwischen beiden Städten und 1979 zur Städtepartnerschaft Aachen-Halifax führte.

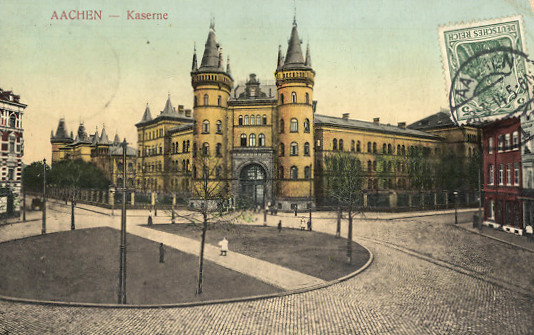
Ehemalige Gelbe Kaserne
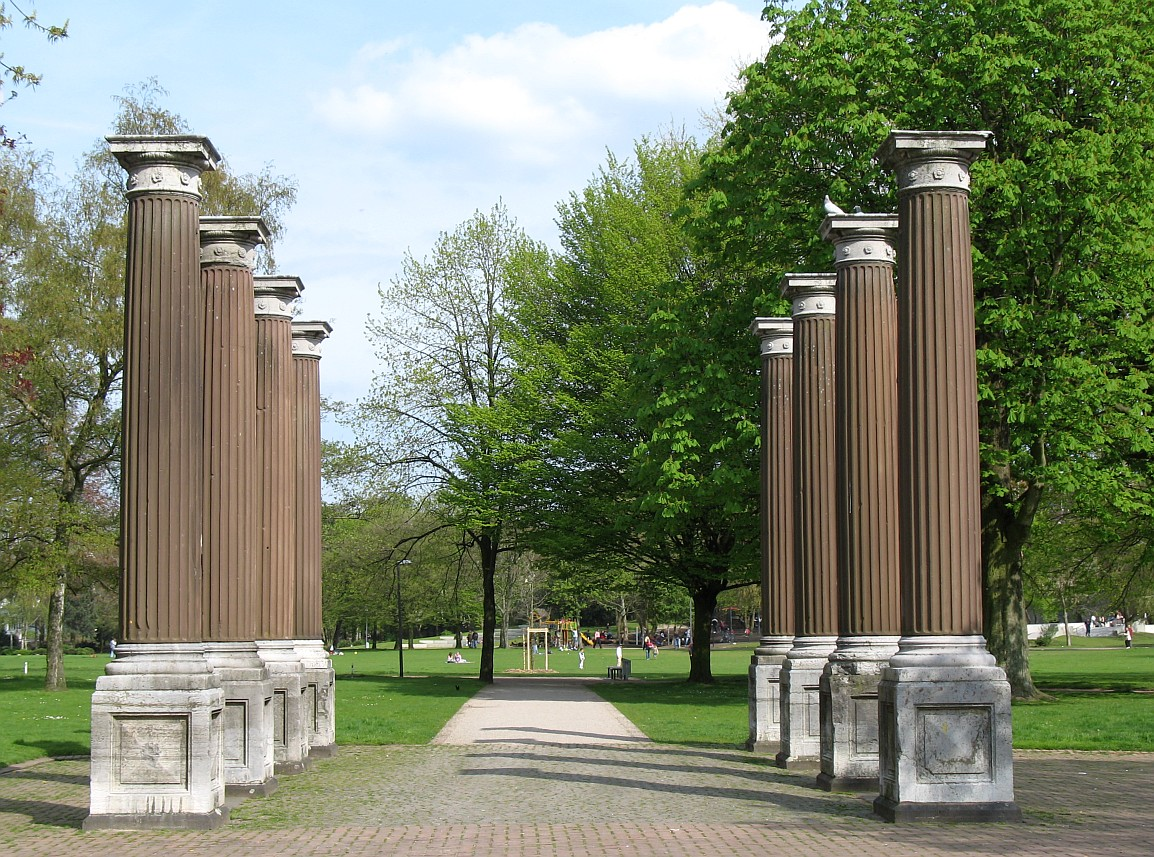
Säulen der ehemaligen Gelben Kaserne - Eingang zum Kennedypark
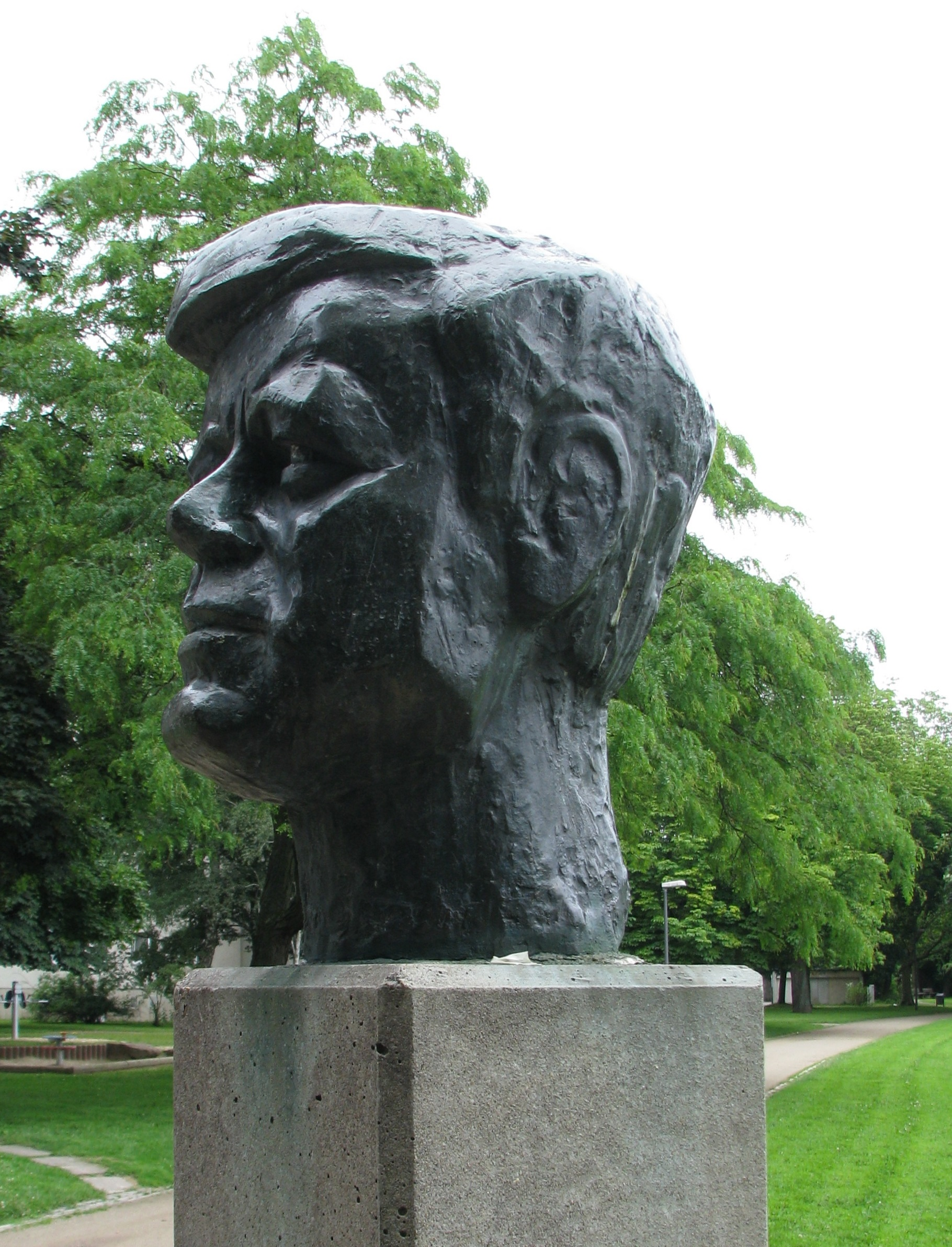
John F. Kennedy
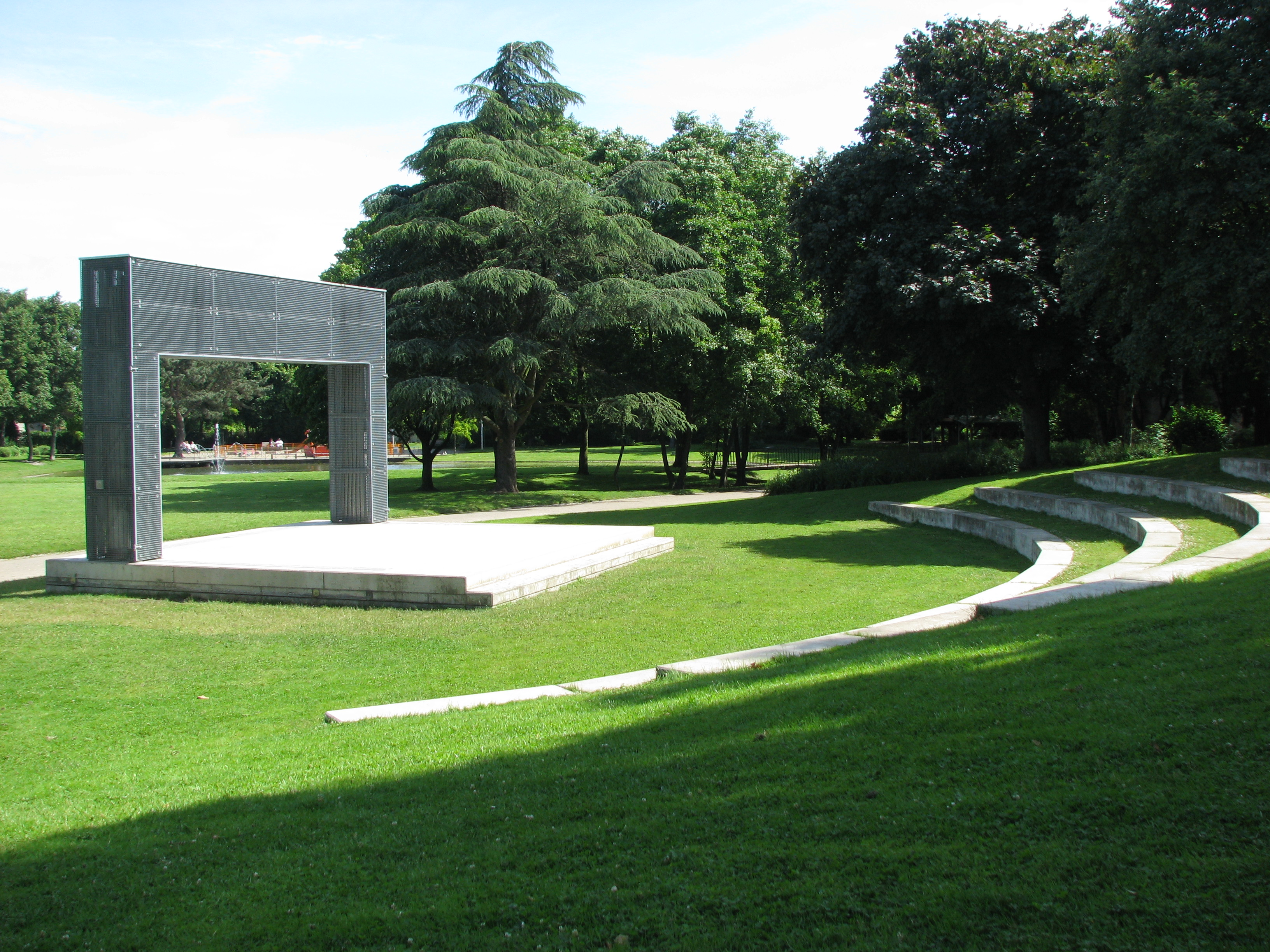
Faltbare Bühne
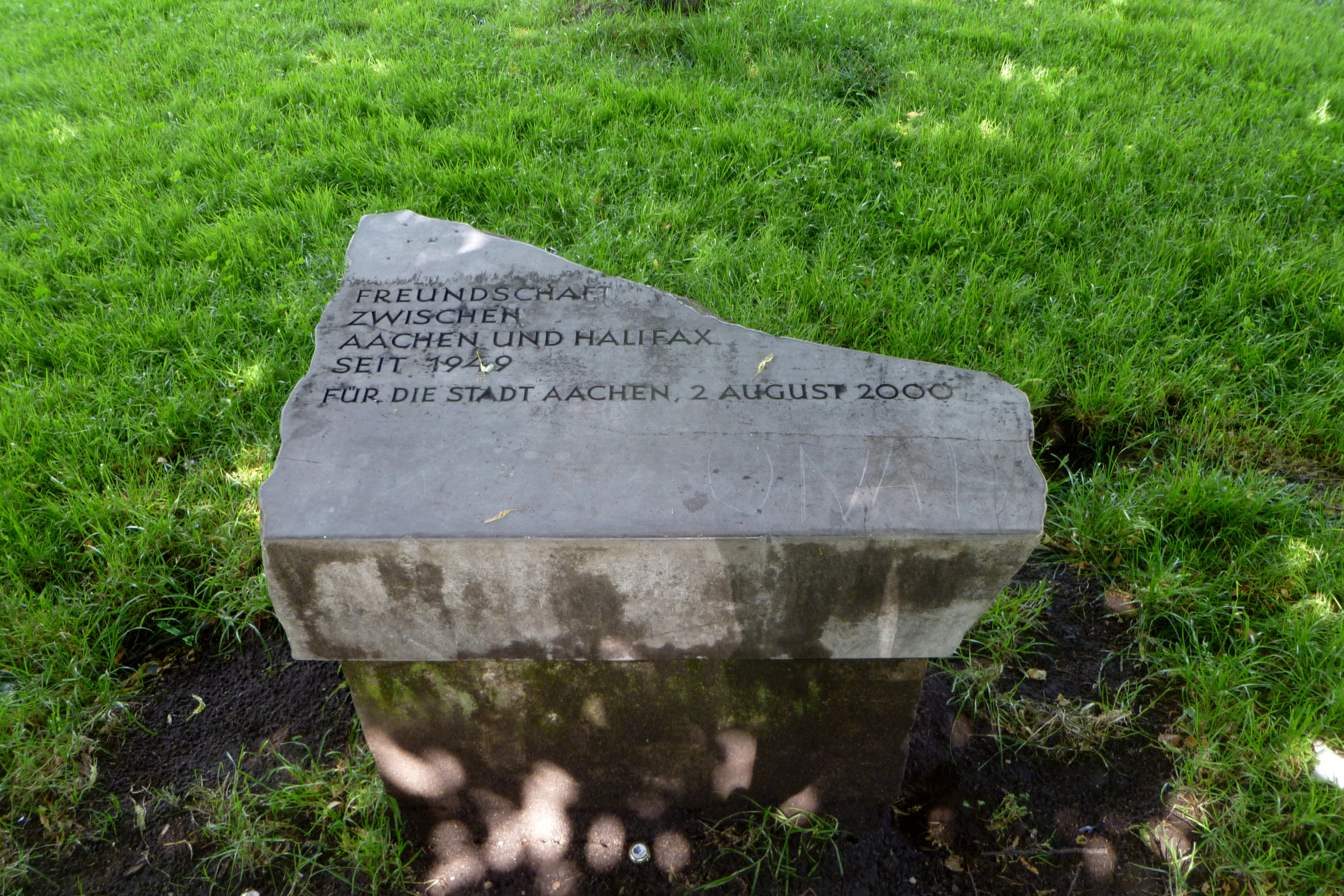
Freundschaftsstein Aachen-Halifax
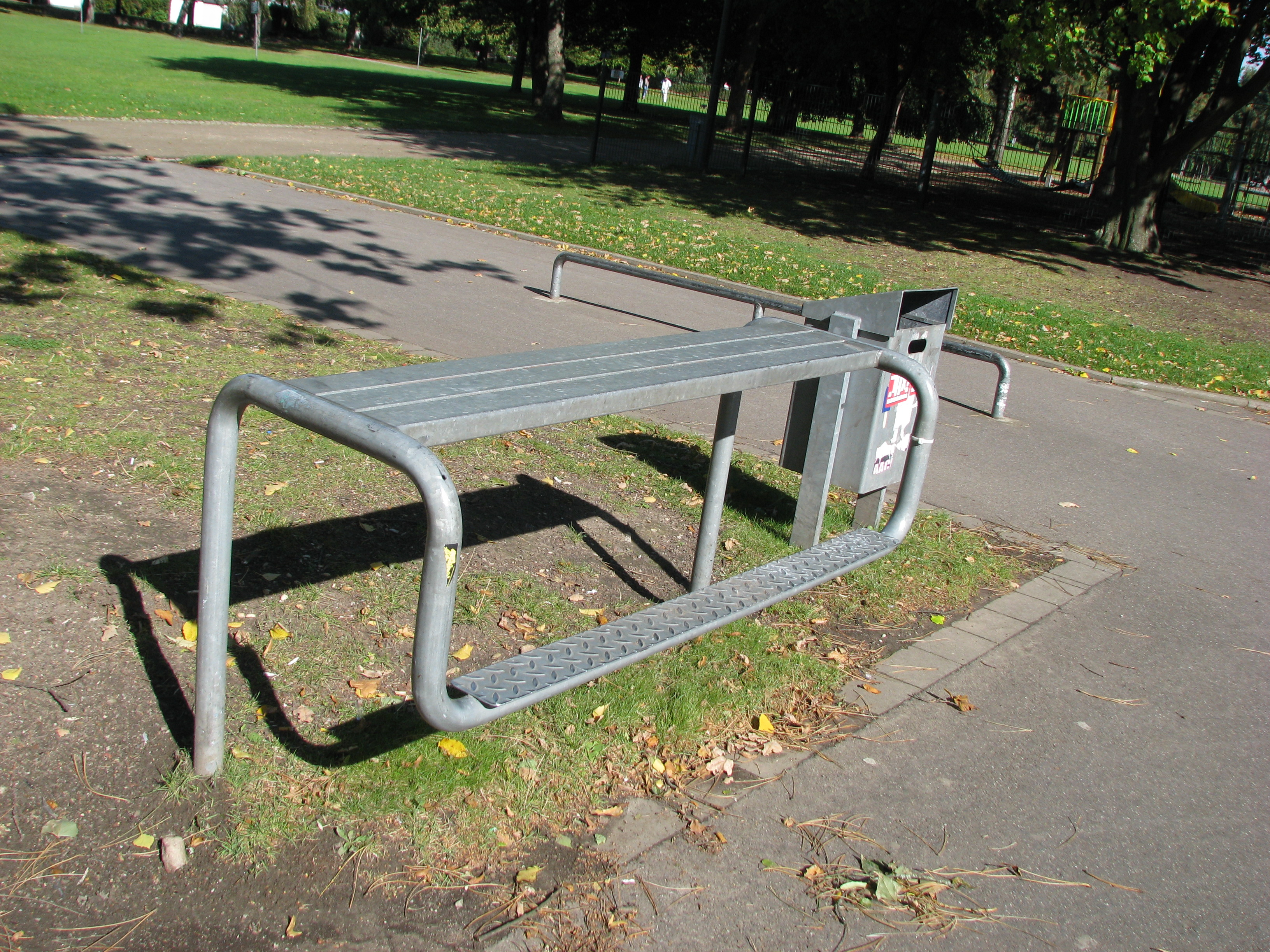
Parkbank

## Parkanlage

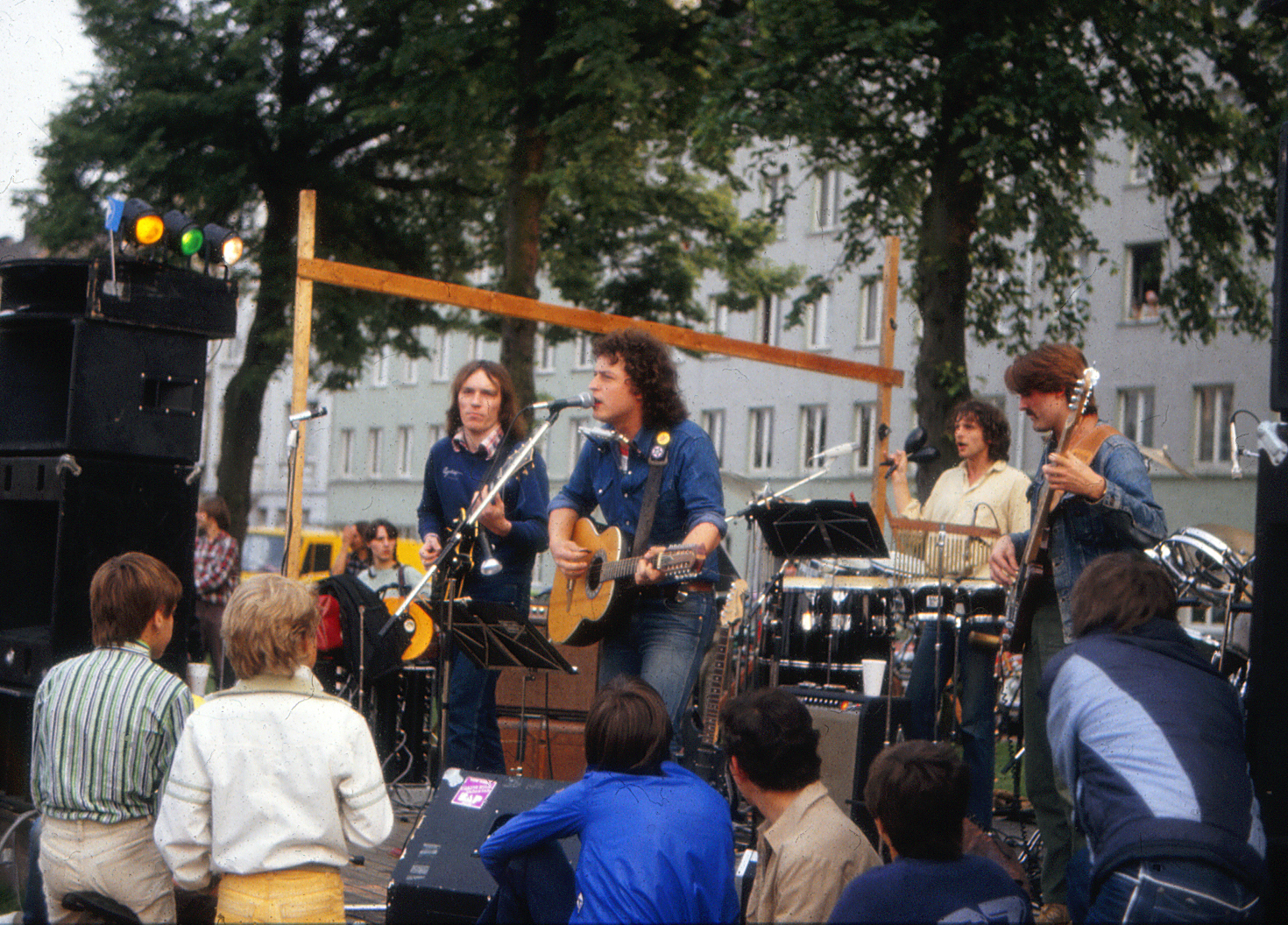
Rockgruppe BAP im Kennedypark, 1980

1961 erwarb die Stadt Aachen das gesamte Areal und beschloss, die Kasernenaufbauten abzureißen und dort neuen Wohnraum zu schaffen und einen Park anzulegen. Von der „Gelben Kaserne“ blieben nur acht Säulen im dorischen Stil, die heute den Eingangsbereich zum Park markieren. Zwei Wohntürme wurden 1964 gebaut, das übrige Gelände wurde zu einer ausgedehnten Wiesen-, Garten- und Spielplatzanlage umgestaltet. Die feierliche Eröffnung und Übergabe des Parks an die Bürger fand am 17. September 1966 statt.
Im Juni 1980 gab es beim Klenkes-Stadtmagazin-Pressefest im Kennedypark ein Auftritt der Kölschrockband BAP.
Ab 2006 wurde der Park im Rahmen des Förderprogramms Soziale Stadt Ostviertel Aachens modernisiert und umgestaltet. Insbesondere wurden die Spielplätze neu angelegt und um eine Skateranlage ergänzt. Mit Verzögerung konnte in 2011 auch eine Bühne mit aufwendiger Faltdachkonstruktion fertiggestellt werden. Seit 2017 steht der Kennedypark zudem als Veranstaltungsort des internationalen Kulturfestivals across the borders zur Verfügung.

## Namensgebung

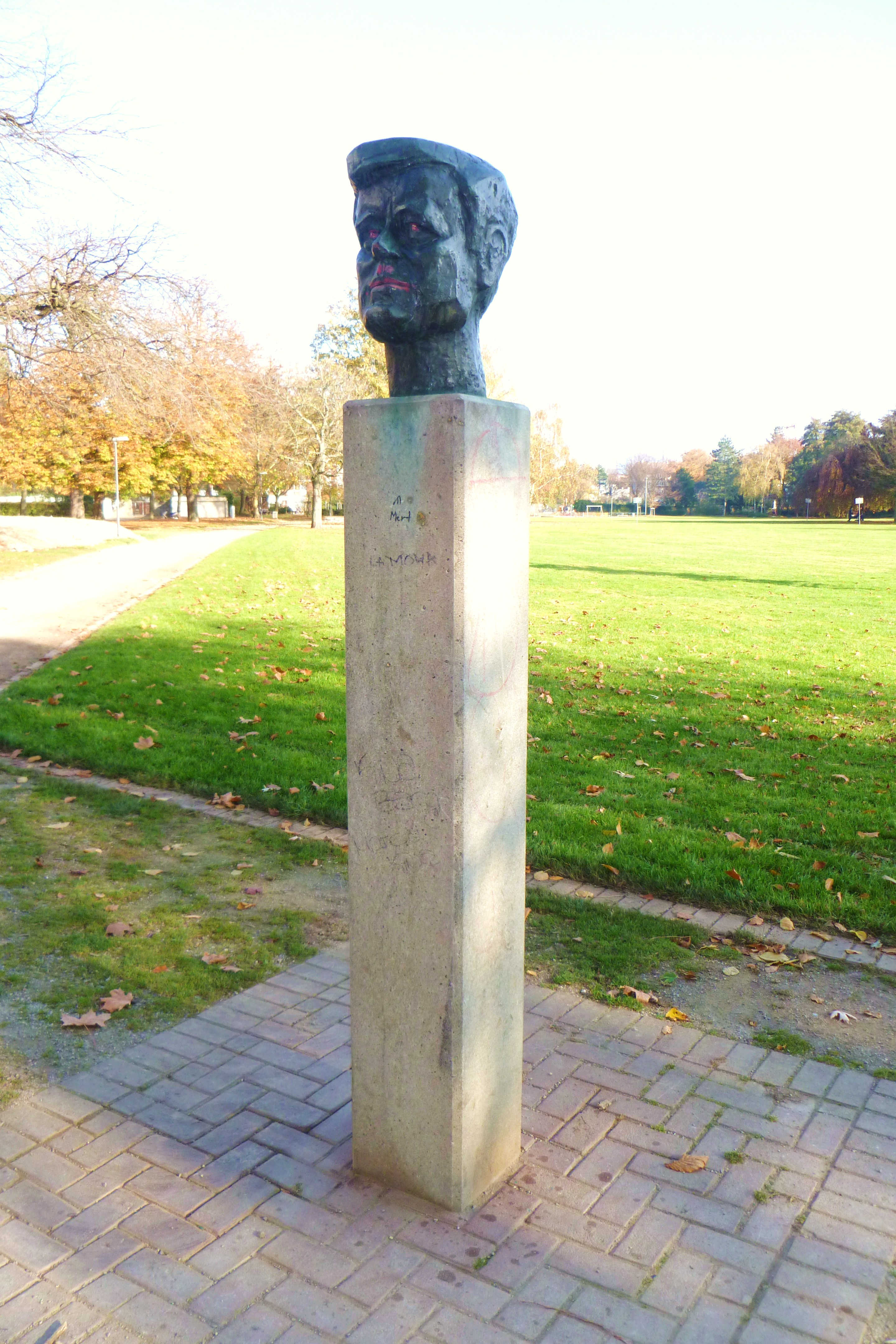
Büste John F. Kennedy

Als 1963 der amerikanische Präsident Kennedy einem Attentat zum Opfer fiel, entschloss man sich in Aachen, die geplante Parkanlage ihm zu Ehren Kennedypark zu nennen. Der amerikanische Generalkonsul Kellog pflanzte 1964 den ersten Baum und war auch zugegen, als bei der Einweihung des Parks eine Büste des Namensgebers enthüllt wurde. Die Büste hatte der Aachener Bildhauer Hubert Löneke geschaffen. In der Nacht von Donnerstag auf Freitag, den 5. Februar 2016, wurde die Büste scheinbar von dreisten Metalldieben gestohlen. Nach vier Tagen stellte man fest, dass die Büste zum Schutz während der Karnevalstage nur unter einem Holzverschlag versteckt war. Weder Polizei noch städtische Mitarbeiter hatten dies erkannt.